# Montalchez
Montalchez est une localité de La Grande Béroche et une ancienne commune suisse du canton de Neuchâtel, située dans la région Littoral.

## Géographie

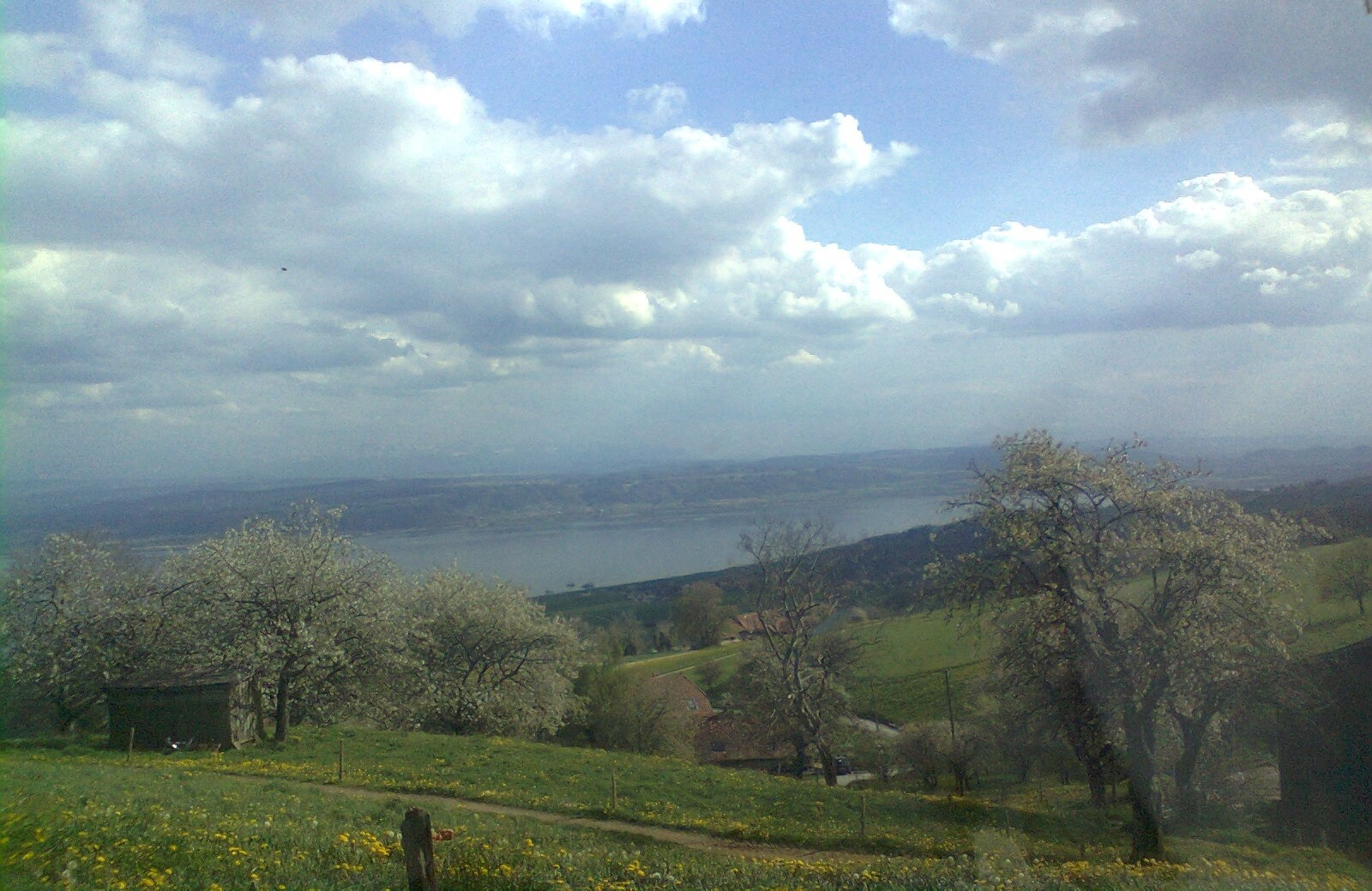
Montalchez, vue sur le lac.

Selon l'Office fédéral de la statistique, Montalchez mesure 6,42 km2. 4,2 % de cette superficie correspond à des surfaces d'habitat ou d'infrastructure, 58,0 % à des surfaces agricoles, 37,6 % à des surfaces boisées et 0,2 % à des surfaces improductives.
Avant sa disparition, la commune de Montalchez était limitrophe de Gorgier, Saint-Aubin-Sauges, Fresens et Provence et faisait partie du groupement de la Béroche.
Le 1er janvier 2018, Montalchez fusionne avec les communes de Bevaix, Saint-Aubin-Sauges, Gorgier, Vaumarcus et Fresens pour donner naissance à la nouvelle commune de La Grande Béroche.

## Démographie
Selon l'Office fédéral de la statistique, Montalchez compte 240 habitants fin 2022. Sa densité de population atteint 37 hab./km2.
Le graphique suivant résume l'évolution de la population de Montalchez entre 1850 et 2008 :

## Histoire
Montalchez a fait partie de la seigneurie de Gorgier.